# Hästhagen, Nacka kommun
Hästhagen är en tätort beläget vid Järlasjön i Nacka kommun i kommundelen Sicklaön. Vid Hästhagen står de välkända Nackamasterna som syns vida omkring. 

## Historik
Hästhagen var ursprungligen ett torp under Nacka gård. 1902 avsöndrades en tomt där Otto Neumüller (son till ölbryggaren Friedrich Neumüller) lät uppföra en herrgårdsliknande villa åt sig (se Villa Neumüller). Villan överläts 1935 till Ersta diakonianstalt för att användas som hem för flickor och var mellan 1978 och 2009 Erstagårdskliniken (idag Lilla Erstagården). Det övriga Hästhagen började exploateras med egnahemsbebyggelse 1925.

### Befolkningsutveckling
| Befolkningsutvecklingen i Hästhagen, Nacka kommun 1950–2020 | Befolkningsutvecklingen i Hästhagen, Nacka kommun 1950–2020 | Befolkningsutvecklingen i Hästhagen, Nacka kommun 1950–2020 | Befolkningsutvecklingen i Hästhagen, Nacka kommun 1950–2020 | Befolkningsutvecklingen i Hästhagen, Nacka kommun 1950–2020 |
| ----------------------------------------------------------- | ----------------------------------------------------------- | ----------------------------------------------------------- | ----------------------------------------------------------- | ----------------------------------------------------------- |
|                                                             |                                                             |                                                             |                                                             |                                                             |
| År                                                          |                                                             |                                                             | Folkmängd                                                   | Areal (ha)                                                  |
| 1950                                                        | 1950                                                        |                                                             | 457                                                         |                                                             |
| 1960                                                        | 1960                                                        |                                                             | 453                                                         |                                                             |
| 1965                                                        | 1965                                                        |                                                             | 445                                                         |                                                             |
| 1970                                                        | 1970                                                        |                                                             | 441                                                         |                                                             |
| 1975                                                        | 1975                                                        |                                                             | 396                                                         | 30                                                          |
| 1980                                                        | 1980                                                        |                                                             | 400                                                         | 30                                                          |
| 1990                                                        | 1990                                                        |                                                             | 395                                                         | 33                                                          |
| 1995                                                        | 1995                                                        |                                                             | 364                                                         | 33                                                          |
| 2000                                                        | 2000                                                        |                                                             | 440                                                         | 33                                                          |
| 2005                                                        | 2005                                                        |                                                             | 472                                                         | 33                                                          |
| 2010                                                        | 2010                                                        |                                                             | 499                                                         | 33                                                          |
| 2015                                                        | 2015                                                        |                                                             | 529                                                         | 37                                                          |
| 2020                                                        | 2020                                                        |                                                             | 499                                                         | 37                                                          |
|                                                             |                                                             |                                                             |                                                             |                                                             |

## Bebyggelse
Bebyggelsen består till största delen av villor. I området finns också Erstagårdskliniken som tillhör Ersta sjukhus och är inriktad på neurologisk rehabilitering.
Hästhagen gränsar i söder mot Nackareservatet och Källtorpssjön där det finns en badplats med bryggor.

## Bilder

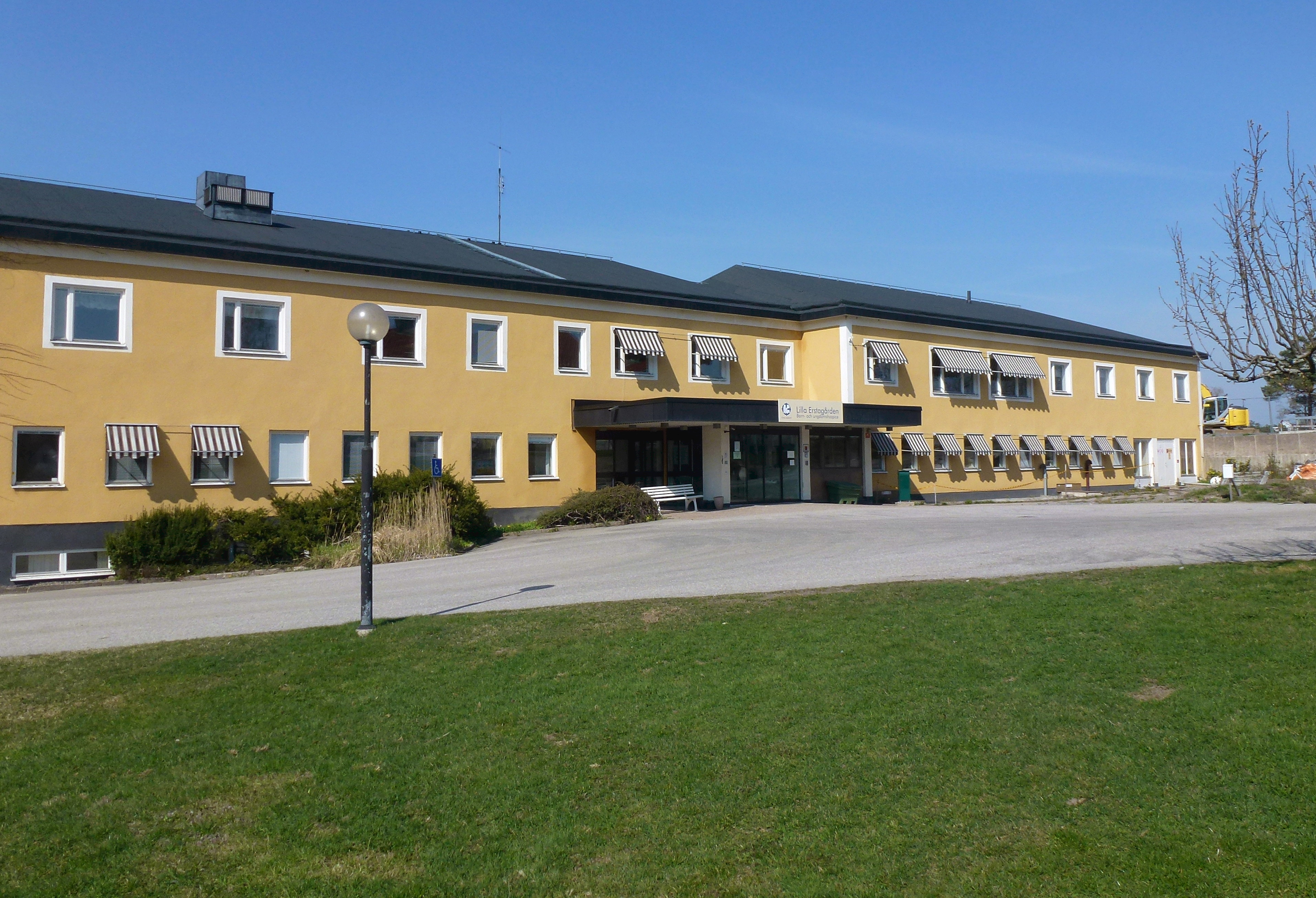
Lilla Erstagården
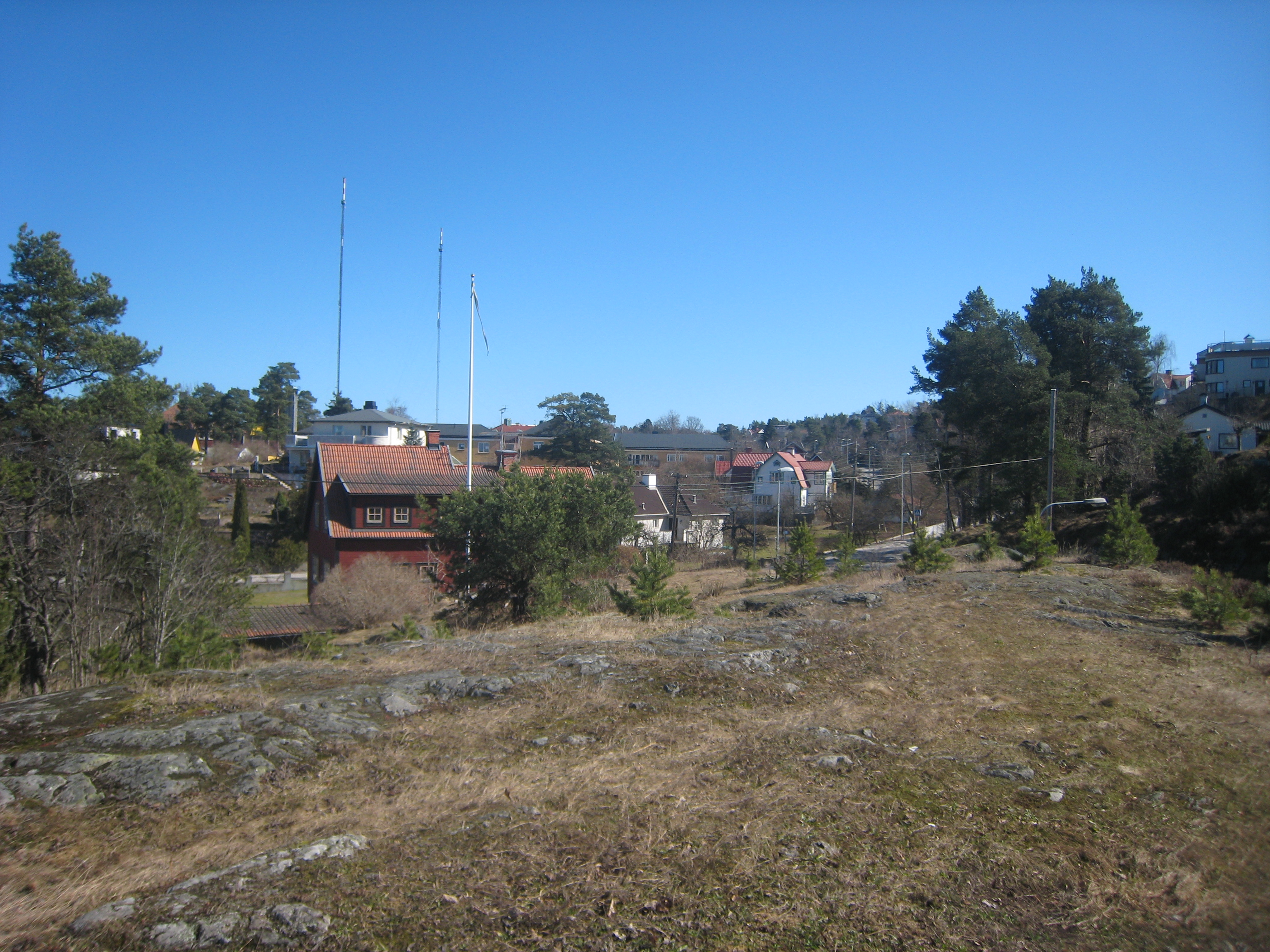
Utsikt över Hästhagen.
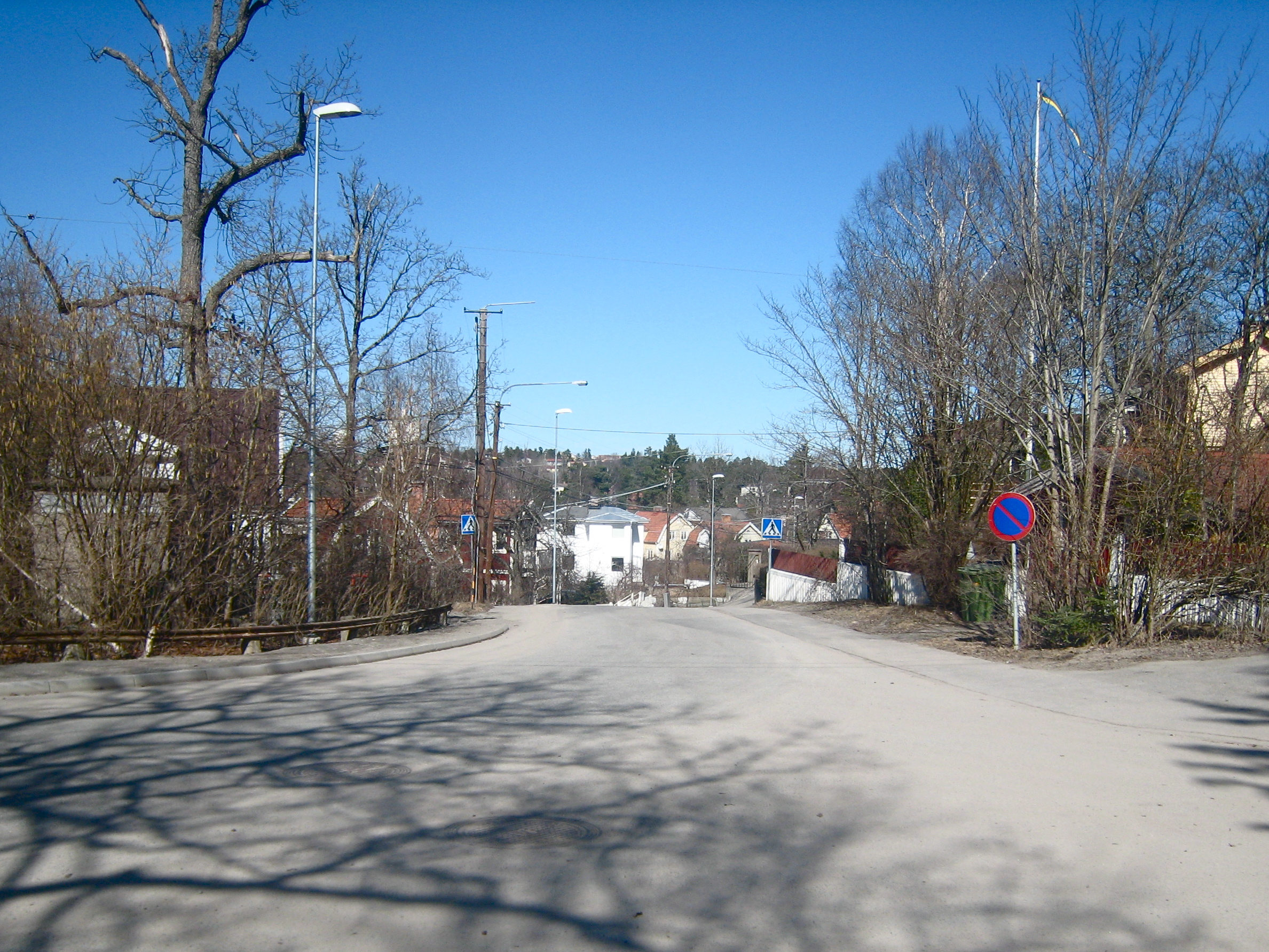
Östervägen.
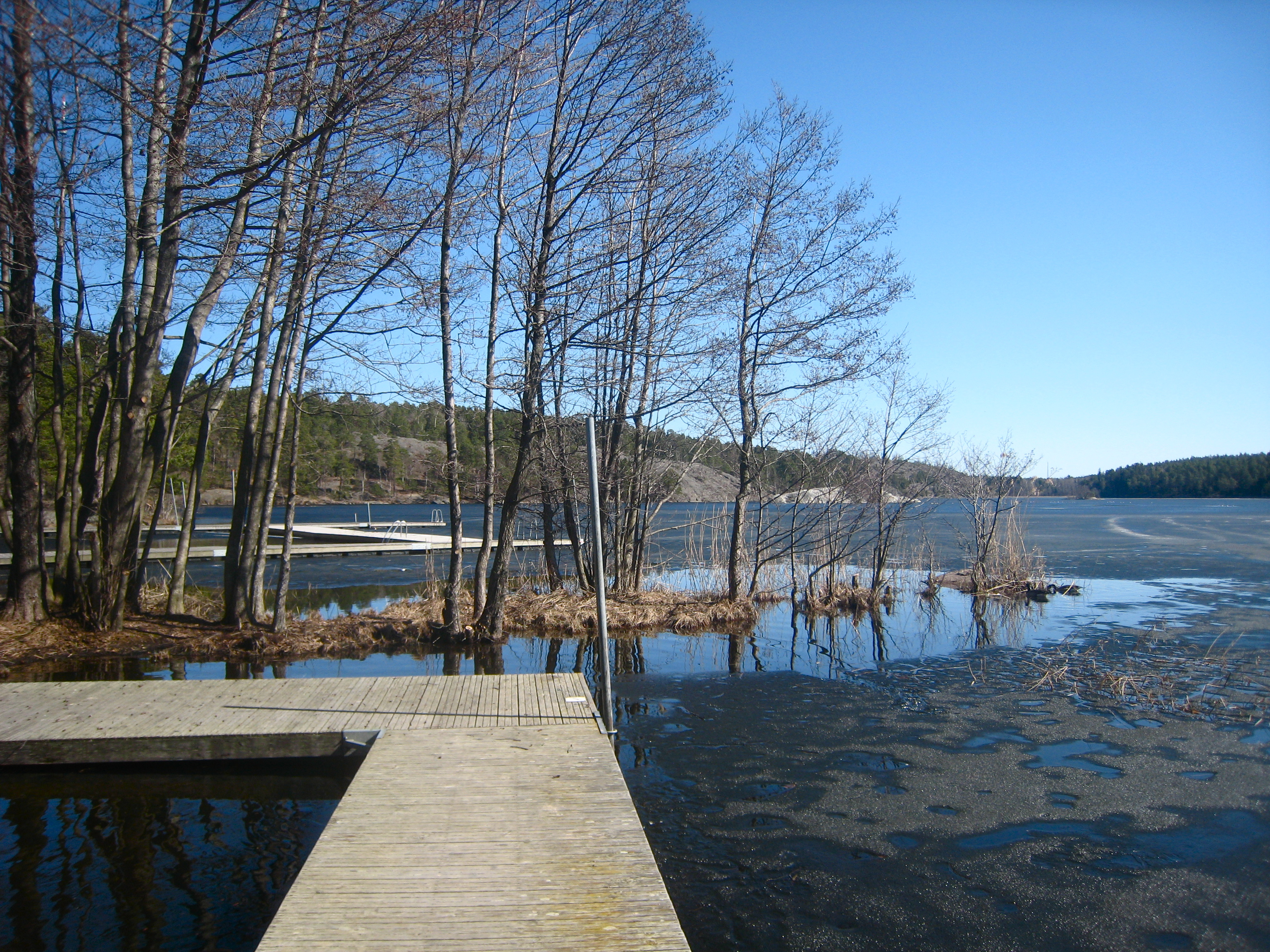
Badet vid Källtorpssjön.